# 曼努埃尔·阿连德萨拉查-穆尼奥斯·德-萨拉查
曼努埃尔·阿连德萨拉查-穆尼奥斯·德-萨拉查（西班牙語：Manuel Allendesalazar y Muñoz de Salazar，1856年8月24日—1923年3月13日) ，西班牙农业工程师、保守党政治人物。历任马德里市长、财政大臣、教育大臣、公共工程大臣、内政大臣、外交大臣、西班牙国家银行行长等职位。20世纪20年代两次担任首相。

## 生平
1856年8月24日出生于格尔尼卡。早年曾学习工程专业，在大学里任教。此后加入保守党，参加1884年选举，当选比斯开省议员。在后来的两次选举中连任，直到1891年。
1900年担任马德里市长，随后进入内阁任职。1900年7月-1901年3月，在阿斯卡拉加内阁中担任财政大臣。1902年12月-1903年7月，在西尔维拉内阁中担任教育大臣。1903年12月-1904年12月在毛拉内阁中担任公共工程大臣，在任期内在农村兴修水利，改造农田。随后在12月5日-16日短暂担任内政大臣。1904年12月-1905年8月担任西班牙国家银行行长。离开银行后在多家公司任职。1919年4月-10月再次担任国际银行行长。同年6月-12月担任西班牙参议院议长。
1919年12月-1920年5月担任首相。辞职后在达托内阁中担任公共工程大臣和海军大臣。1921年3月，时任首相达托遇刺身亡。阿连德萨拉查被国王任命组阁。但里夫战争的失败引发的政治危机颠覆了他的内阁，阿连德萨拉查不得不辞职。
1923年3月13日于马德里逝世，享年66岁。